# 프랭크 시나트라의 초기 생애

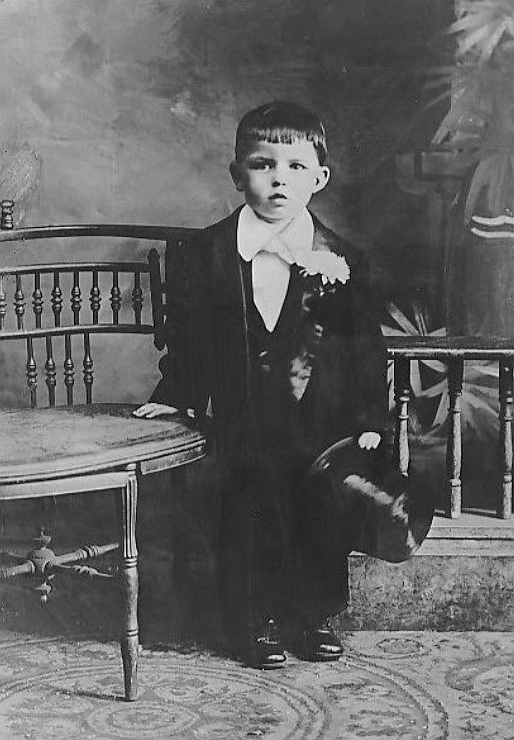
1918-1919년경의 프랭크 시나트라

프란시스 앨버트 프랭크 시나트라(Francis Albert Frank Sinatra)는 1915년 12월 12일 뉴저지주의 호보컨에서 이탈리아에서 미국으로 이민 온 부모님 사이에서 태어났다.

## 가족과 유년기

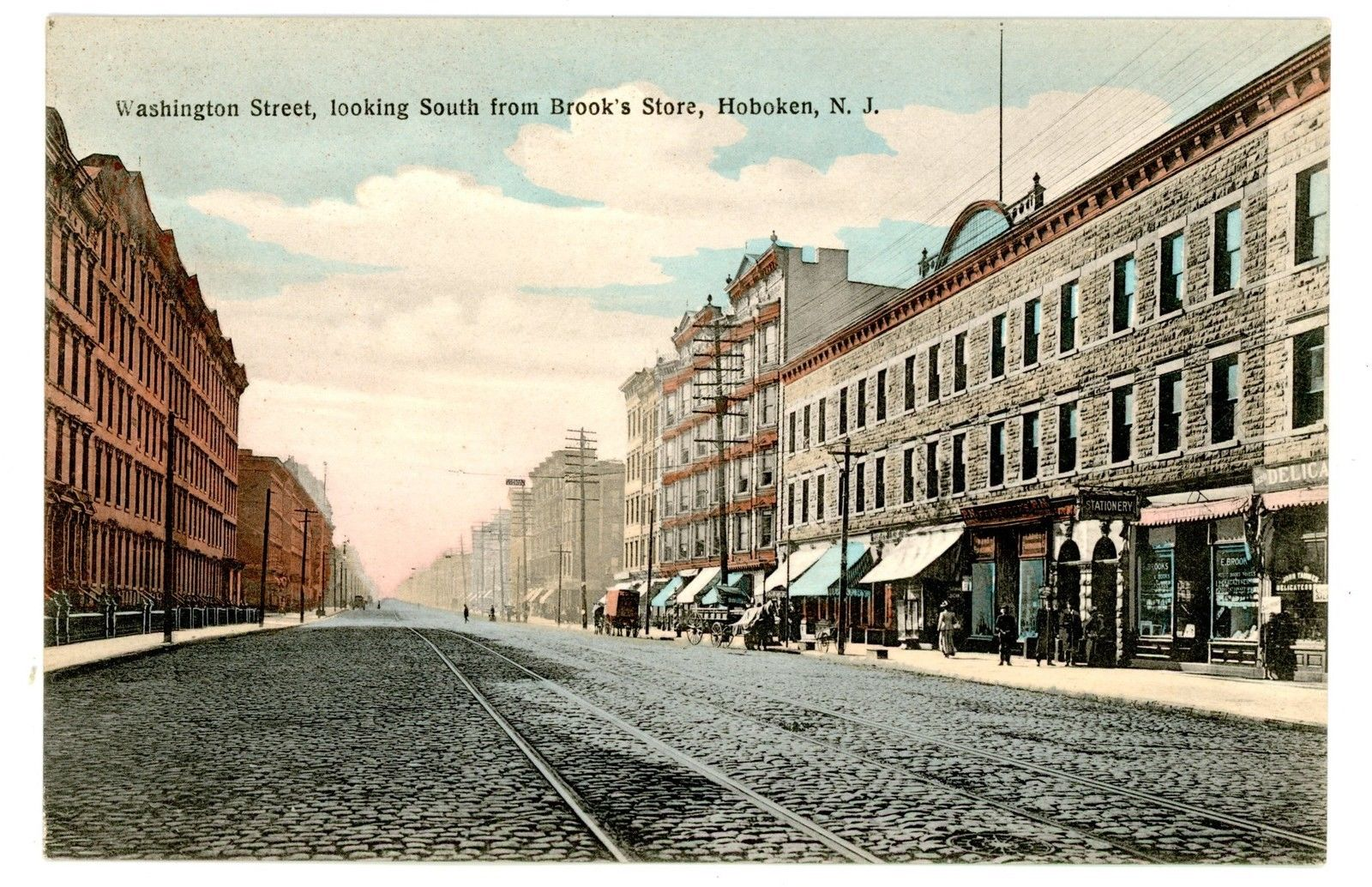
20세기 초의 뉴저지주 호보컨

프란시스 앨버트 시나트라는 1915년 12월 12일 뉴저지주의 호보컨 먼로 스트리트 415에 위치한 공동 주택의 2층에서 이탈리아에서 미국으로 이민을 온 아버지 안토니노 마르티노 마티 시나트라와 어머니 나탈리나 돌리 가라벤타 사이에서 외동으로 태어났다. 시나트라의 부부는 1913년 밸런타인 데이 때 도피했으며, 저지시티의 시청에서 결혼하였고, 이후 교회에서 결혼식을 올렸다. 시나트라는 6.1 kg으로 태어났으며, 골반위 분만으로 태어났다. 원래 분만겸자를 사용해 나와야 했지만 그렇게 되지 않아 왼쪽 뺨, 목, 귀에 상처가 났고, 고막에 구멍이 나면서 평생 흉터로 남았다. 이 부상으로 인해 세례가 몇 달이나 지연되었다. 어릴 때 한 유양 돌기 수술 때문에 목에 큰 흉터가 남았고, 사춘기 동안에는 얼굴과 목에 나는 낭포 여드름으로 고생했다. 몇몇 아이들은 시나트라가 열한 살 때 별명으로 "스카페이스"(Scarface)라고 불렀고, 화가 나 자신이 태어날 때 분만겸자를 사용한 의사를 때리고 싶어하기도 했다. 시나트라는 로마 가톨릭을 믿으면서 자랐다.

Error: 인용을 위한 텍스트가 제공되지 않음(또는 실제 인수에 사용된 기호와 이름 없는 매개변수)

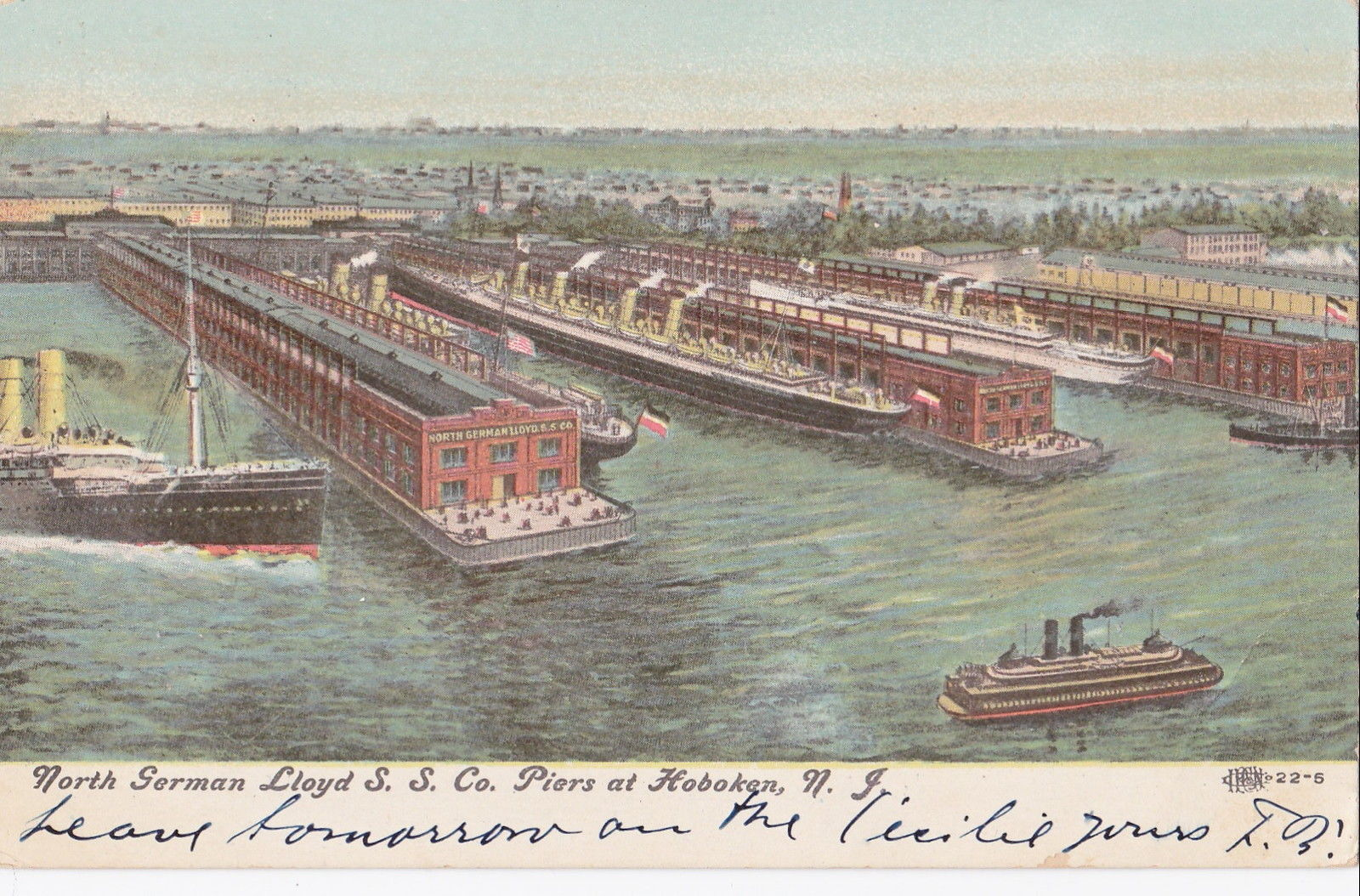
20세기 초 호보컨의 부두

시나트라의 엄마인 나탈리나가 어렸을 때 예쁜 얼굴로 "돌리"라는 별명이 있었다. 성인이 되었을 때 키는 150 cm 정도에 몸무게는 40 kg 정도였다. 시나트라의 전기 작가인 제임스 캐플런은 그녀를 "정력적이지만, 가만히 있질 못하고, 행동이 경솔하다"고 묘사하였다. 나탈리나는 석판사의 딸로, 이탈리아 북부의 제노바에서 태어났으며 생후 2개월이 되었을 때 미국으로 이민을 왔다. 돌리는 호보컨의 민주당에 영향력이 있었으며, 특히 이민자의 시민권 요청과 같은 법정 다툼이 있을 때 이민자들을 위해 영어와 이탈리아어를 사용하며 통역하였다. 이로 인해 지역 정치인들의 존경을 받았던 돌리를 보고 지역 민주당 대표로 만들어 주었다. 그렇게 돌리는 자신이 지역에서 대표를 차지한 최초의 이민자 여성이 되었다. 1919년에는 여성 참정권 운동을 지지하기도 하였다. 또한 조산사로도 일했는데, 이로 한 건당 50달러라는 상당한 액수의 돈을 벌었다. 이러한 활동 때문에 돌리가 시나트라가 어릴 때 집에서 나가게 하지 못하게 했다. 전기 작가 키티 켈리는 돌리가 이탈리아의 기독교 소녀들을 위한 불법 낙태 서비스를 운영하기도 했고, 의사가 돌리에게 낙태를 의뢰하며 저지시티와 유니언시티로 출장을 가기도 했다고 주장한다.

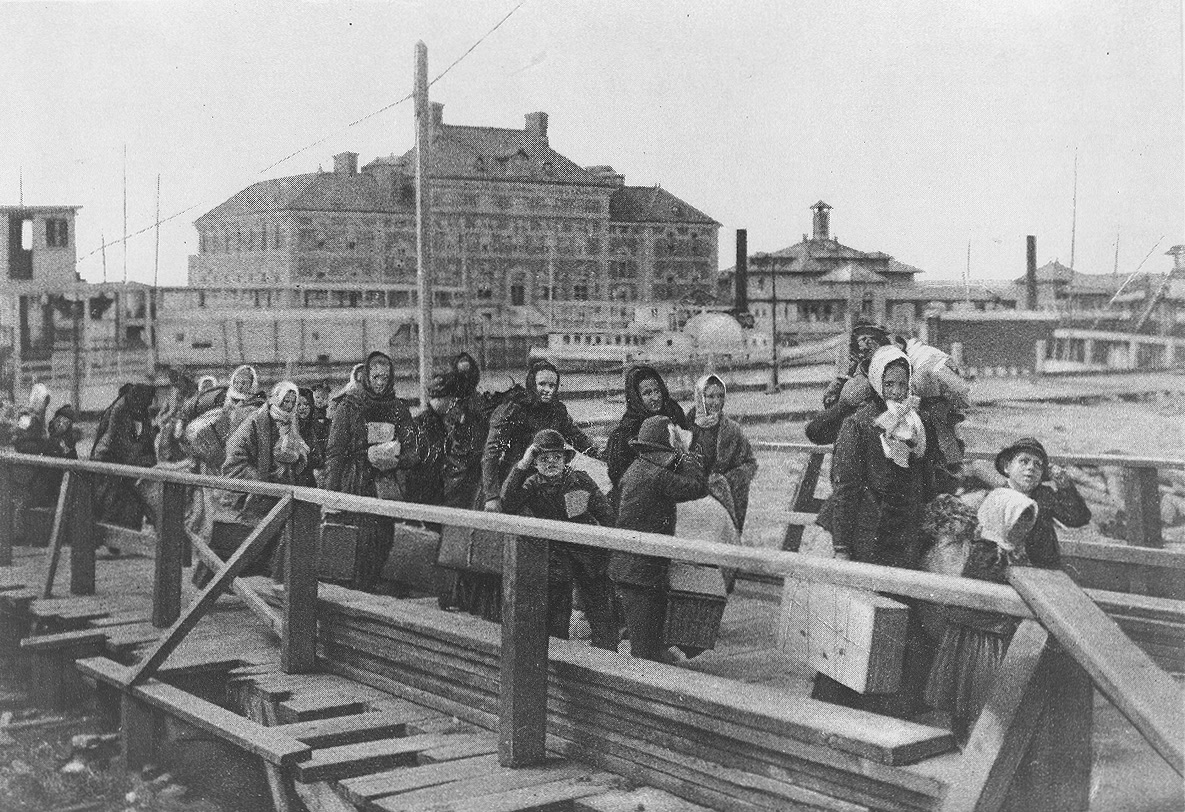
1902년 경 엘리스섬으로 이민을 온 사람들.

시나트라의 아버지인 안토니노는 1892년 5월 4일 이탈리아 시칠리아 팔레르모 근처의 레르카라 프리디란 곳에서 태어났다. 안토니노는 작고 파란 눈에 불그레한 안색을 띠고 있었다. 부모님은 포도밭을 하고 있었다. 1900년에 먼저 미국으로 이민을 간 아빠 프란체스코 시나트라를 따라서 1903년에 엄마와 누나들과 함께 엘리스섬으로 이민을 왔다. 17년을 미국의 연필 회사에 다녔으며, 손녀인 낸시 시나트라는 그곳에 근무하면서 폐가 망가졌다고 언급했다. 안토니노는 또한 밴텀급 권투 선수로 마틴 오브라이언(Marty O'Brien)이라는 이름을 사용하면서 활동하였다. 하지만 안토니노가 권투 선수는 거칠어야 한다고 말했음에도 불구하고 자신은 온화하고 내성적인 성격을 가지고 있었다. 이후 1926년 양손목이 부러지면서 권투 선수에서 은퇴하였고, 부두에서 보일러공으로 취업하였으나, 곧 천식 문제로 해고되었다. 그런 다음에는 소방서에 취직하였고, 그곳에서 24년을 근무하며 서장 자리까지 올라갔다. 캐플런은 안토니노가 글을 읽는 법을 배운 적이 없다고 말하였다.
1920년, 미국에서 금주법이 법률로 제정되었다. 돌리와 마티는 몇 년 동안 술집을 운영했었고, 금주법애 반대하는 공무원이 있어 공공연하게 운영이 지속됐다. 캐플런은 시나트라가 이때 마피아 조직원들에게 술을 조달했을 수도 있다고 언급했다. 마티 오브라이언스(Marty O'Brien's)라는 술집을 돌리의 부모님에게 빌린 돈으로 구입했다. 시나트라의 부모님이 바쁠 때 시나트라는 친척들과 함께 골드버그라는 이름의 유대인 이웃이 가르쳐 주는 이디시어를 배웠다. 시나트라가 6살이 되었을 때, 돌리의 오빠인 베이브가 트럭 운전사를 살해한 후 차량으로 도주한 혐의로 체포되었다. 돌리는 매일 베이브의 재판에 참석해 동정심을 불러일으키려 시도했지만, 유죄판결을 받고 징역 15년형을 선고받았다. 그리고 시나트라의 아버지와 삼촌들도 여러 가지 경범죄로 체포되는 등 법과의 충돌이 많았다. 시나트라는 나중에 술집에서 시간을 보내면서 숙제를 하고, 가끔씩 손님의 잔돈을 받기 위해 자동 피아노 위에서 노래를 불렀다. 대공황 기간에 돌리는 아들과 친구가 놀러갈 때나 옷을 살 수 있도록 돈을 주었다. 또 길모퉁이에서 노래를 부르며 용돈을 벌기도 하였다. 그런 모습에 이웃들은 시나트라가 외동 아이라는 사실을 알고, 자신만 사용하는 방이 있다는 걸 알고는 "이 근처에서 가장 옷을 잘 입는 아이"와 "이 곳에서 가장 부유한 아이"라고 묘사하기도 했다. 캐플런에 따르면 돌리는 아들을 애지중지했지만, 자신을 화나게 하면 술집에 보관하고 있던 작은 방망이로 시나트라를 때리기도 했다고 언급했다. 어린 시절과 젊은 시절에 지나치게 마르고 몸집이 작았던 깡마를 체격으로 자신이나 랫 팩 멤버들이 하는 농담의 주가 되기도 하였는데, 그 중에는 "너무 말라서 눈이 일렬종대로 되어 있었다. 한 노인은 내 두 눈과 배꼽 사이를 클라리넷이라고 생각했다"라는 말도 있었다.

## 교육과 음악
전기 작가 크리스 로젝은 시나트라가 어려서부터 음악, 특히 빅밴드 재즈에 관심을 갖고 있었고, "뮤지컬과 코미디 공연으로 많은 청중들을 사로잡는 것에 현혹했다"라는 표현을 하며 라디오를 중독됐다 싶을 정도로 많이 들었다고 언급했다. 호보컨에 있는 부모님의 술집에서 피아노 위에 앉아 노래를 부르기 시작한 것이 그 시작이었다. 돌리는 아들이 가수가 된다는 생각에 그렇게 좋아하진 않았지만, 시나트라가 11살이 되었을 때 가수의 끼를 가지고 있다는 걸 알았다. 시나트라는 나중에 "어느 날, 내가 니켈을 받았다. 니켈을 준 사람에게는 방금 부른 건 소음일 뿐이다라고 말했지만, 속으로는 '내가 노래하는 것이 멋지구나, 절대 잊지 않겠어.'라고 생각했다"고 회고하였다. 10대 초반이 되었을 때, 시나트라는 자신의 목소리를 더 멋지게 만들기 위해 노력했다. 진 오스틴, 루디 발레, 루스 콜럼보, 밥 에벌리 등의 노래를 계속 들었으며, 빙 크로스비를 우상으로 삼아 자신이 공연을 할 때 선원 모자랑 파이프같이 크로스비가 자주 사용했던 물건을 소품으로 사용했다. 시나트라의 외삼촌인 도메니코는 시나트라가 15살 생일 때 선물로 우쿠렐레를 사주었고, 가족 모임이 있을 때마다 공연을 했다.
시나트라는 1931년 1월 28일 데이비드 E. 루 주니어 고등학교를 졸업하고, 스쿨밴드가 있는 A. J. 데마레스트 고등학교에 입학했다. 하지만 소란을 피웠다는 이유로 입학한지 47일 만에 퇴학을 당했다. 당시 교장이었던 아서 스토버는 시나트라에게서 어떠한 재능도 보이지 않았다고 말했고, 수학 교사였던 메이시 헤거티는 게으른 아이라고 말하며 야망이라고는 일절 보이지 않는 학생이라고 언급했다. 시나트라의 대학 입학을 바라왔던 아버지는 특히 실망하였다. 시나트라는 아버지가 퇴학 당한 것을 알고는 학교 계단에서 "왜 이런 짓을 벌인거냐? 아무것도 배우기 싫어?"라고 말한 것을 떠올렸고, 또 어머니를 기쁘게 하기 위해 드레이크 경영 대학원에 입학하기도 했으나 11개월 만에 그만두었다.

## 초기 경력
아들이 연예계 쪽에 관심이 있다는 것을 이미 알고 있었던 시나트라의 아버지는 아들이 학교에서 퇴학을 당한 뒤에 아무것도 하지 않는 사람이 되는 것을 걱정하며 진짜 직장을 찾으라고 말했고, 돌리는 시나트라의 대부인 프랭크 게릭이 있는 신문사의 배달 소년으로 일하도록 하였고, 짧게 조선소에서 리벳공으로 일하기도 하였다. 돌리는 조셉 삼페리가 운영하는 유니언 클럽에서 1주일에 40달러를 받으며 일하도록 하기도 했다. 시나트라는 보통 The Cat's Meow나 The Comedy Club 같은 호보컨의 사교 클럽에서 공연을 하였으며, 저지시티의 라디오 방송국에서 무료로 노래를 부르기도 했다. 뉴욕에서는 저녁이나 담배를 얻기 위해 노래하는 직업을 얻었다. 시나트라는 시간당 1달러씩 내며 45분 동안 보컬 코치인 존 퀸랜에게 웅변 레슨을 받기 시작했다. 퀸랜은 시나트라에 대해 "그는 사람들이 생각하는 것보다 훨씬 더 많은 목소리를 가지고 있다. 최고의 B플랫을 노래할 수 있고, 마이크도 필요하지 않다"고 말했다. 몇 년 후, 시나트라는 자신이 제대로 된 성악 레슨을 받은 적은 없었지만, 퀸랜이 발성에 관한 미용 체조를 연구하며 목구멍이 자라도록 도와주고, 고음과 저음을 조금 더 잘 노래할 수 있도록 도와주었다고 언급했다.1938년, 시나트라는 뉴저지의 잉글우드 클립스에 위치한 더 러스틱 캐빈(The Rustic Cabin)이라는 것에 노래하는 웨이터로 주당 15달러를 받으면서 일하게 되었다. 이 식당은 뉴욕시의 라디오 방송국과 연결되어 있었고, 시나트라는 라디오 프로그램이 진행되는 동안 라이브로 공연을 했다. 낮은 연봉을 받아지만, 이게 자신이 찾고 있는 휴식이라고 느꼈고, 친구들에게는 자신이 아무도 손대지 못할 정도로 성장할 것이라고 자랑했다. 하지만 동료 음악가들은 자신감이 넘치는 시나트라의 태도를 달가워하지 않았고, 저지시티의 뮤지션인 샘 레파소에 따르면 시나트라는 재능은 거의 보이지 않고 끔찍한 목소리라 불리며 조롱을 당했다고 한다. 그렇게 시나트라를 조롱할 때마다, 시나트라는 화가 나서 욕을 하며 화를 내곤 했다.
1939년 더 러스틱 캐빈에서 일하면서, 유산을 한 여자친구 토니 델라 펜타와 석수의 딸인 낸시 바바토 사이의 분쟁에 휘말리기도 했다. 시나트라는 뉴저지의 롱브랜치에서 처음 만났고, 그곳에서 여름의 대부분을 인명구조원으로 일했다. 하루는 델라 펜타가 바바토의 뜯어내려고 했는데, 시나트라는 바바토에게 좀 떨어져 있으라고 말하고, 델라 핀타에게 몇 년 후배인 바바토가 임신을 했기 때문에 바바토와 결혼하겠다고 말했다. 델라 펜타는 경찰에게 갔고, 시나트라는 유혹죄로 체포되었다. 이후 델라 펜타는 싸움에 대한 죄를 인정하며 자수하였고, 시나트라는 그 해에 바바토와 결혼하였다. 낸시 시나트라는 이듬해 태어났다.

### 내용주
1. ↑  시나트라가 사망하기 전에 화재로 소실되어 이 집은 더 이상 존재하지 않으나,[1] 근처인 먼로 스트리트 417에 위치한 작은 건물에 "지상에서 영원으로"(From Here to Eternity)라는 문구와 오스카상이 있다.[2] 2001년 에드 시라크가 박물관으로 개관했지만, 정비 관련 문제로 5년 만에 문을 닫았다. 먼로 스트리트 415에는 이름과 별명인 더 보이스(The Voice)가 새겨진 청동 명판이 존재한다.[1]
2. ↑  시나트라의 전기 작가 키티 켈리에 의하면, 돌리는 남자들이 자신을 동등한 존재로 인식해야 한다고 주장했다고 언급하였다.[19]
3. ↑  보도에 따르면 돌리는 불법 낙태 시술 혐의로 6~7 차례 체포되었고,[21][22] 1937년에 받은 걸 포함해 두 번은 유죄 판결을 받았다.[23]
4. ↑  시나트라가 신문사에서 나오면서 게릭과 이 문제로 평생을 다퉜다. 이때 돌리는 시나트라는 자신과 같아서, 자신의 의견을 반대하는 게 있으면, 평생 잊지 않는다고 말했다.[45]

### 참고주
1. 1 2  “Frank Sinatra's dwindling tourist turf in Hoboken”. 《The Jersey Journal》. 2010년 3월 31일. 2015년 10월 6일에 확인함.
2. ↑  구글 (2015년 10월 6일). 〈415 Monroe Street〉  (지도). 《구글 지도》. Google. 2015년 10월 6일에 확인함.
3. 1 2 3  Howlett 1980, 5쪽.
4. ↑  Summers & Swan 2010, 22–25쪽.
5. ↑  Kaplan 2011, 8: 415 Monroe Street쪽.
6. 1 2  Kaplan 2011, 8쪽.
7. 1 2  Kelley 1986, 13쪽.
8. ↑  Turner 2004, 4쪽.
9. ↑  Santopietro 2008.
10. ↑  Kaplan 2011, 4–5쪽.
11. ↑  Kaplan 2011, 5쪽.
12. ↑  “Frank Sinatra Has a Cold”. 《에스콰이어》. 2007년 10월 8일. 2010년 10월 12일에 확인함.
13. ↑  Landrum 2007, 155쪽.
14. 1 2  Kaplan 2011, 6, 8–9쪽.
15. ↑  Petkov & Mustazza 1995, 113쪽.
16. 1 2  Hayes 1969, 294쪽.
17. ↑  Sann 1967, 351쪽.
18. ↑  Kelley 1986, 12, 20쪽.
19. 1 2  Kelley 1986, 12쪽.
20. ↑  Kelley 1986, 28쪽.
21. ↑  Kuntz & Kuntz 2000, 36쪽.
22. ↑  Summers & Swan 2010, 16쪽.
23. ↑  Kelley 1986, 29쪽.
24. ↑  Sinatra 1986, 3쪽.
25. 1 2  Kaplan 2011, 7쪽.
26. ↑  Sinatra 1986, 2쪽.
27. ↑  Sinatra 1986, 3, 7쪽.
28. ↑  Kelley 1986, 20쪽.
29. ↑  Goldstein 1982, 2쪽.
30. ↑  Kaplan 2011, 9–11쪽.
31. 1 2 3  Wilson & Wilson 2011.
32. ↑  Kelley 1986, 1–2쪽.
33. ↑  Kaplan 2011, 11쪽.
34. ↑  Kelley 1986, 20–23쪽.
35. ↑  Kelley 1986, 63쪽.
36. ↑  Kelley 1986, 22쪽.
37. ↑  Kaplan 2011, 9–10쪽.
38. 1 2  Sinatra at the Sands (1966), 리프리즈 레코드
39. 1 2  Rojek 2004, 135쪽.
40. ↑  Kelley 1986, 26–28쪽.
41. ↑  Lahr 2000, 56쪽.
42. 1 2 3 4  Donnelley 2003, 642쪽.
43. 1 2  Kelley 1986, 30쪽.
44. ↑  Kelley 1986, 31쪽.
45. ↑  Lahr 2000, 54쪽.
46. ↑  Summers & Swan 2010, 44, 47쪽.
47. ↑  Kelley 1986, 38–9쪽.
48. ↑  Kelley 1986, 44–5쪽.
49. ↑  Kelley 1986, 45쪽.
50. ↑  Kelley 1986, 45–6쪽.
51. ↑  Santopietro 2008, 27쪽.
52. ↑  Kelley 1986, 46쪽.
53. ↑  Kelley 1986, 47쪽.
54. ↑  Hazard 2007, 99쪽.
55. ↑  Turner 2004, 15쪽.
56. ↑  Goldstein 1982, 8쪽.

## 인용 서적
- Donnelley, Paul (2003). 《Fade to Black: A Book of Movie Obituaries》. Omnibus. ISBN 978-0-7119-9512-3.
- Goldstein, Norm (1982년 11월 1일). 《Frank Sinatra, ol' blue eyes》. Holt, Rinehart, and Winston. ISBN 978-0-03-061921-2.
- Hayes, Harold (1969). 《Smiling through the apocalypse: Esquire's history of the sixties》. McCall Pub. Co.
- Hazard, Sharon (2007). 《Long Branch》. Arcadia Publishing. ISBN 978-0-7385-4967-5.
- Howlett, John (1980). 《Frank Sinatra》. Simon & Schuster. ISBN 978-0-671-79094-3.
- Kaplan, James (2011). 《Frank: The Voice》. Anchor. ISBN 978-0-7679-2423-8.
- Kelley, Kitty (1986). 《His Way: The Unauthorized Biography of Frank Sinatra》. Bantam Books Trade Paperbacks. ISBN 978-0-553-38618-9.
- Kuntz, Tom; Kuntz, Phil (2000). 《The Sinatra Files: The Secret FBI Dossier》. Three Rivers Press. ISBN 978-0-8129-3276-8.
- Lahr, John (2000). 《Show and Tell: New Yorker Profiles》. University of California Press. ISBN 978-0-520-23377-5.
- Landrum, Gene N (2007년 11월 1일). 《Paranoia & Power: Fear & Fame of Entertainment Icons》. Morgan James Publishing. ISBN 978-1-60037-273-5.
- Petkov, Steven; Mustazza, Leonard (1995). 《The Frank Sinatra Reader》. Oxford University Press. ISBN 978-0-19-509531-9.
- Rojek, Chris (2004). 《Frank Sinatra》. Polity. ISBN 978-0-7456-3090-8.
- Sann, Paul (1967). 《Fads, Follies, and Delusions of the American People /by Paul Sann》. Crown Publishers.
- Santopietro, Tom (2008년 11월 11일). 《Sinatra in Hollywood》. St. Martin's Press. ISBN 978-0-312-36226-3.
- Summers, Anthony; Swan, Robbyn (2010). 《Sinatra: The Life》. Transworld. ISBN 978-1-4070-6890-9.
- Turner, John Frayn (2004년 1월 1일). 《Frank Sinatra》. Taylor Trade Publications. 93쪽. ISBN 978-1-58979-145-9.
- Wilson, Colin; Wilson, Damon (2011년 5월 31일). 《Scandal!: An Explosive Exposé of the Affairs, Corruption and Power Struggles of the Rich and Famous》. Ebury Publishing. ISBN 978-0-7535-4732-8.